# Héctor Torino
Héctor L. Torino (Boedo, Buenos Aires, Argentina, 16 de noviembre de 1914 - ibídem, 17 de noviembre de 1992) fue un popular  dibujante y editor argentino de historietas, que también se desempeñó como músico y violinísta.

## Carrera
Torino fue uno de los principales y excelentes dibujante, historietista, caricaturista y guionista argentinos, famoso sobre todo por haber creado el querible personaje de Don Nicola. 
Anteriormente, Torino, había comenzado su carrera muy joven tras  presentar una serie humorística llamada Conventillo (que luego pasó a ser El conventillo de Don Nicola) en 1937 a la edad de 23 años, en la revista porteña ¡Aquí está!, de Horacio Estol . Allí creó a su máximo personaje, "Don Nicola", dueño de un conventillo donde se alojaban individuos de distintas nacionalidades. Este personaje hablaba en cocoliche, buscando resolver los múltiples problemas que se producían en el inquilinato. Usaba una inconfundible gorra a cuadritos y un enorme y frondoso bigote, debajo de su narizota rubicunda. Este dibujo alcanzó tanta popularidad que tuvo su cómic titulado Grandes aventuras de Don Nicola.
En 1944 lanzó la revista Bichofeo, que al costo de 10 centavos, alcanzó a tener un año de duración. Decían que era la revista que se solicitaba silbando. Su creatividad y empuje lo llevó a convertirse en editor y durante 10 años, llegó a poseer 14 publicaciones propias; pero su carencia de sentido empresarial, lo llevó a perder todo.
También trabajó en la revista Leoplán donde publica la historieta Esculapio Sandoval, reporter semsacional, Luego pasó a Crítica y Avivato, donde hizo  personajes como El Mago Funyito, Don Mamerto detective El Profesor, Barrabás, El Capitán Dos Pipas, La barra de Pascualín, El Detective Buscapie' y Soplete el bromista. Tuvo como colegas a Martínez Parma y Alfredo Ferroni.
Ejerció la actividad docente creando un curso de historieta por correspondencia. Fueron muchas las publicaciones en las cuales colaboró, dejando su sello inconfundible de gran dibujante.
Además fue músico (profesor de violín e integrante de orquestas típicas), modelo de fotonovelas, actor y director de cine, pianista, creador de joyas, decorador, empresario teatral y profesor de dibujo humorístico.
Al trabajar como guionista para la editorial de Manuel García Ferré, creó otro gran personaje que traspasó la historieta a la pantalla chica e incluso al cine, "Larguirucho". Hizo los guiones de Las aventuras de Larguirucho y Minguito, la voz del rioba. El personaje de Larguirucho traspasó los cómics a la pantalla grande con las Aventuras de Super Hijitus y en el cine con Manuelita en 1999 y posteriormente con Soledad y Larguirucho junto a la cantante Soledad Pastorutti en el 2012.